# Roberto Pereira
Ne doit pas être confondu avec Roberto Pereyra.
Roberto Pereira Hernández, né le 23 septembre 1952 à Santo Domingo, dans la province de Villa Clara, est un footballeur international cubain qui évoluait au poste d'attaquant.

## Biographie

### Carrière en club
Pereira se distingue au sein du FC Azucareros dans les années 1970 avant de briller avec le FC Villa Clara, club où il remporte cinq championnats de Cuba dans les années 1980, tout en étant sacré, à trois reprises, meilleur buteur du championnat (voir palmarès).
En outre, avec 108 buts marqués, c'est le premier joueur à avoir atteint la barre des 100 buts en championnat de Cuba, dont c'est le sixième meilleur buteur historique derrière Serguei Prado (126), Léster Moré (123), Ariel Betancourt (122), Sander Fernández (110) et Héctor Ramírez (109).

### Carrière en sélection
Pereira figure notamment dans le groupe des sélectionnés lors des JO de 1976 et de 1980. Il dispute également les éliminatoires des Coupes du monde de 1978 et 1982 (9 matchs disputés en tout pour 2 buts inscrits).
Au niveau régional, il remporte deux médailles d'or consécutives à l'occasion des Jeux d'Amérique centrale et des Caraïbes de 1974 et 1978. Il se distingue lors de cette dernière édition en marquant le deuxième but de la victoire 2-0 en finale face au Venezuela. Il remporte aussi la médaille d'argent durant les Jeux panaméricains de 1979 à San Juan (Porto Rico).

#### Buts en sélection
Source consultée : www.soccer-db.info.
| Buts en sélection de Roberto Pereira | Buts en sélection de Roberto Pereira | Buts en sélection de Roberto Pereira    | Buts en sélection de Roberto Pereira | Buts en sélection de Roberto Pereira | Buts en sélection de Roberto Pereira | Buts en sélection de Roberto Pereira |
|                                      | Date                                 | Lieu                                    | Adversaire                           | Score                                | Résultat                             | Compétition                          |
| ------------------------------------ | ------------------------------------ | --------------------------------------- | ------------------------------------ | ------------------------------------ | ------------------------------------ | ------------------------------------ |
| 1.                                   | 17 août 1980                         | Estadio Pedro Marrero, La Havane (Cuba) | Suriname                             | 2-0                                  | 3-0                                  | QCM 1982                             |
| 2.                                   | 17 août 1980                         | Estadio Pedro Marrero, La Havane (Cuba) | Suriname                             | 3-0                                  | 3-0                                  | QCM 1982                             |

## Palmarès

### En club
- Champion de Cuba en 1974 et 1976 avec le FC Azucareros.
- Champion de Cuba en 1980, 1981, 1982, 1983 et 1986 avec le FC Villa Clara.

### En équipe de Cuba
- Vainqueur des Jeux d'Amérique centrale et des Caraïbes en 1974 et 1978[3].
- Finaliste des Jeux panaméricains en 1979[5].

### Distinctions individuelles
- Meilleur buteur du championnat de Cuba en 1979 (7 buts, ex æquo avec 3 autres joueurs), 1982 (8 buts, ex æquo avec Dagoberto Lara) et 1985 (19 buts), les trois fois avec le FC Villa Clara[6].